# Georges Leuillieux
Georges Robert Félix Constant Leuillieux (* 3. August 1879 in Lille; † 1. Mai 1950 in Eu) war ein französischer Schwimmer und Wasserballspieler.

## Karriere
Leuillieux nahm 1900 an den Olympischen Spielen in Paris teil. In den Individualdisziplinen über 1000 m Freistil und 200 m Rücken erreichte er jeweils das Finale, über 4000 m Freistil scheiterte er im Vorlauf. Auch für den Wettkampf über 200 m Freistil war der Franzose gemeldet, trat aber nicht an. Im Mannschaftswettbewerb über 200 m gewann er mit den Schwimmern von Pupilles de Neptune de Lille die Bronzemedaille. Mit Pupilles de Neptune de Lille nahm er auch am Wettbewerb im Wasserball teil. Hier verlor die Mannschaft in der ersten Runde gegen die späteren Zweitplatzierten vom Brussels Swimming and Water Polo Club aus Belgien.